# Vincenzo Colamartino
Vincenzo Colamartino (1 de maio de 1962) é um desportista italiano que competiu no ciclismo na modalidade de pista. Ganhou uma medalha de prata no Campeonato Mundial de Ciclismo em Pista de 1987, na prova de meio fundo.

## Medalheiro internacional
| Campeonato Mundial | Campeonato Mundial | Campeonato Mundial | Campeonato Mundial |
| Ano                | Lugar              | Medalha            | Competição         |
| ------------------ | ------------------ | ------------------ | ------------------ |
| 1987               | Viena ( Áustria)   | Medalha de prata   | Meio fundo (A)     |
| 1988               | Gante ( Bélgica)   | DSC                | Meio fundo (A)     |